# Сантомена (Салерно)
Сантомена (итал. Santomenna) је насеље у Италији у округу Салерно, региону Кампанија.
Према процени из 2011. у насељу је живело 473 становника. Насеље се налази на надморској висини од 602 м.

## Становништво
| 1931. | 1936. | 1951. | 1961. | 1971. | 1981. | 1991. | 2001. | 2011. |
| ----- | ----- | ----- | ----- | ----- | ----- | ----- | ----- | ----- |
| 1.288 | 1.297 | 1.359 | 1.197 | 1.080 | 982   | 969   | 580   | 473   |